# Wesełe (hromada Komar)
Wesełe (ukr. Веселе) – wieś na Ukrainie, w obwodzie donieckim, w rejonie wołnowaskim, w hromadzie Komar. W 2001 liczyła 307 mieszkańców.